# Gauliga Kurhessen 1941/42
Die Gauliga Kurhessen 1941/42 war die erste Spielzeit der Gauliga Kurhessen (offiziell: Bereichsklasse Kurhessen) im Fußball. In diese Spielklasse waren die Mannschaften aus dem nördlichen und östlichen Bereich der bisherigen Gauliga Hessen eingeteilt worden, sechs Mannschaften der Gauligasaison 1940/41 sowie drei Aufsteiger aus den Bezirksklassen traten gegeneinander an. Meister wurde der vorjährige Hessenmeister Borussia Fulda, der am 8. März 1942 mit einem 3:3-Unentschieden bei Verfolger SV Kurhessen Kassel für eine Vorentscheidung im Titelrennen sorgte und mit einem 8:2-Sieg über Sport Kassel den Sack zumachte. Mit 96 erzielten Toren war Borussia 04 nach den Stuttgarter Kickers deutschlandweit die torhungrigste Mannschaft in dieser Spielzeit. In der sich anschließenden Endrunde um die deutsche Meisterschaft scheiterten die Osthessen allerdings schon im Qualifikationsspiel am SV Dessau 05. Absteigen musste nur der Tabellenletzte RSV Petersberg, zur Saison 1942/43 rückte die SpVgg Niederzwehren aus der Bezirksklasse nach.

## Abschlusstabelle
| Pl. | Verein                           | Sp. | S  | U | N  | Tore    | Quote | Punkte |
| --- | -------------------------------- | --- | -- | - | -- | ------- | ----- | ------ |
| 1.  | Reichsbahn SG Borussia Fulda (M) | 16  | 13 | 2 | 1  | 096:280 | 3,43  | 28:40  |
| 2.  | SV Kurhessen Kassel              | 16  | 12 | 2 | 2  | 069:300 | 2,30  | 26:60  |
| 3.  | 1. BC Sport Kassel               | 16  | 8  | 1 | 7  | 043:470 | 0,91  | 17:15  |
| 4.  | CSC 03 Kassel                    | 16  | 6  | 3 | 7  | 046:370 | 1,24  | 15:17  |
| 5.  | SV 06 Kassel-Rothenditmold       | 16  | 5  | 3 | 8  | 030:430 | 0,70  | 13:19  |
| 6.  | VfL 1860 Marburg (N)             | 16  | 5  | 2 | 9  | 035:480 | 0,73  | 12:20  |
| 7.  | BV Kassel 06 (N)                 | 16  | 4  | 4 | 8  | 034:500 | 0,68  | 12:20  |
| 8.  | Hermannia Kassel                 | 16  | 4  | 3 | 9  | 036:720 | 0,50  | 11:21  |
| 9.  | SV Petersberg (N)                | 16  | 4  | 2 | 10 | 028:620 | 0,45  | 10:22  |

| (M) | Titelverteidiger               |
| (N) | Aufsteiger aus der Bezirksliga |

## Aufstiegsrunde
| Platz | Verein              | Spiele | Tore | Quote | Punkte |
| ----- | ------------------- | ------ | ---- | ----- | ------ |
| 1.    | SpVgg Niederzwehren | 2      | 5:2  | 2,50  | 3:1    |
| 2.    | TSG Fritzlar        | 2      | 2:5  | 0,40  | 1:3    |